# Гальчак Богдан
Богдан Гальчак (пол. Bogdan Halczak; нар. 1959) — польський історик українського походження, доктор наук, професор, завідувач кафедри новітньої історії та політичної думки Інституту політології Зеленогурського університету. Віце-президент Українського історичного товариства в Польщі.

## Наукова діяльність
Займається вивченням політичної історії Центрально-Східної Європи у XIX i XX століттях, історією політичної думки, викладання історичної науки.
В центрі його наукових інтересів є історія української меншини в Польщі і Словаччині у XX столітті.
Учасник наукових конференцій в Польщі, Україні, Словаччині, Чехії, США і Канаді.
Автор 160 наукових і науково-популярних публікацій. Автор історичних публікацій у «Нашому слові».